# Jaciment arqueològic del barranc de la Boella
El jaciment arqueològic del barranc de la Boella es localitza al terme municipal de la Canonja, i se situa a 6 quilòmetres de la costa, a 50 metres d'alçada sobre el nivell del mar. Destaca per haver-s'hi descobert algunes les proves dels primers pobladors del continent europeu.

## Localització
Situat al nord de la Canonja, durant anys el jaciment ha patit de forma freqüent grans torrentades d'aigua de la riera de la Boella que han afectat greument la conservació de les restes arqueològiques i paleontològiques que s'hi troben.
Una d'aquestes torrentades, a la tardor de l'any 2006, posà al descobert restes de dos molars i dues defenses de mamut a les parets del barranc. Aquest fet motivà la realització, a la primavera de l'any 2007, d'una campanya d'excavació preventiva duta a terme per l'Institut de Paleoecologia Humana i Evolució Social (IPHES) i la Universitat Rovira i Virgili de Tarragona sota la direcció de Josep Vallverdú.
El jaciment, tanmateix, es coneixia des de principis del segle xx, tot i que no va ser fins a l'any 1970 que es va excavar per primera vegada pel Dr. Salvador Vilaseca. En aquesta primera excavació es van localitzar restes d'un proboscidi, rinoceronts, cavalls, cérvols i possibles eines de pedra.
Les excavacions realitzades entre els anys 2007 i 2008 van confirmar la importància del jaciment, ja que s'hi van localitzar noves restes de mamut (molars i defenses i altres elements esquelètics), així com restes d'hipopòtam, rinoceront, cérvol, cavall i diversos carnívors. Juntament amb aquesta fauna, també es van trobar eines de sílex, quarsita, quars i esquist.
Les troballes faunístiques s'associen a les restes d'indústria lítica i ens permeten una interpretació cada vegada més concisa de la relació entre els hominins europeus del Plistocè Inferior final i les seves estratègies de supervivència lligades a l'obtenció de carn i d'altres recursos.

## Història de les intervencions
En la primera sèrie cartogràfica 1:50000 del IGME, dirigida per Agustí Martín (1933), es publiquen les primeres troballes paleontològiques de la zona de la Canonja i del Barranc de la Boella. En aquesta publicació es va citar la presència de Rhinoceros sp., Cervus sp. i Equus caballus Lin. Un estrat compost d'argiles vermelloses, per al qual es va proposar una edat pliocena. 
El conjunt arqueològic del Barranc de la Boella, descrit pel Dr. Vilaseca en la seva obra Reus i su entorno en la Prehistòria (Vilaseca, 1973), es referia al descobriment que va fer Ramon Capdevila l'any 1970 sobre restes de grans herbívors. La col·lecció de materials consistí en ceràmica protohistòrica localitzada en superfície i indústria lítica de caràcter arcaic, situada a uns 1'5 m de profunditat. Les restes de proboscidi van ser determinades per J.F. de Villalta i Comellas com d'Elephas (Archidiskodon) meridionalis.
Les troballes dels anys 70 se situaven a les dues parets del barranc, a l'alçada de la masia que dona al mas de la Boella. Coincidint amb la situació de les restes que es varen recuperar l'any 2007, després d'una avinguda torrencial del barranc, la qual va provocar despreniments dels marges uns mesos abans. Durant l'excavació de 9m² es va recuperar un gran nombre de restes faunístiques, a part d'un conjunt de registres d'indústria lítica que es va denominar Cala 1. A partir del 2008, les intervencions i recerca al Barranc de la Boella es van incloure dins el programa “Evolució paleoambiental i poblament prehistòric a les conques dels rius Francolí, Gaià, Siurana i rieres del camp de Tarragona”, finançat per l'Agència de Gestió d'Ajuts Universitaris i de Recerca de la Generalitat de Catalunya.
S'ha treballat en 3 cales diferents: la Cala 1, la Cala 2 o la Mina (LM), i la Cala 3 o El Forn. Les intervencions de les darreres campanyes han posat de manifest l'interès del registre cultural i paleontològic del Barranc de la Boella. Són aquest conjunt fòssil i els resultats de la recerca estratigràfica que han demostrat el valor patrimonial del jaciment [12].

## Geologia i cronologia
El jaciment del Barranc de la Boella té relació amb les terrasses del riu Francolí, l'interfluvial neògen de les Gavarres-Constantí i la baixada (ventalls al·luvials coalescents) pleistocena de la depressió de Reus. El complex de terrasses fluvials es va enterrar de forma parcial pels dipòsits dels ventalls al·luvials de la depressió de Reus. Es pot veure com en aquesta regió abunden canteres d'extracció de graves, les quals han proporcionat afloraments importants. En afloraments s'han observat les terrasses del Pleistocè Inferior entre Constantí i la platja de la Pineda del cap de Salou. En aquest mateix lloc és on es localitzen les primeres notícies sobre les troballes prehistòriques més antigues de la zona del Camp de Tarragona. Gran part dels sediments que constitueixen aquests dipòsits procedeixen de la depressió de l'Ebre i contenen roques silícies, aptes per a la talla d'eines.
La intervenció arqueo-paleontològica al jaciment del Barranc de la Boella, iniciada el 2007, s'ha desenvolupat en 4 localitzacions principals: Cala 1 (C1); Perfil 1 (P1); Cala 2 o La Mina (LM); Cala 3 o El Forn (EF). La C1 va consistir en l'excavació de 9m2 el primer any. A partir de l'any 2016 s'està intervenint una superfície de 300 m². P1 és un aflorament prop de C1 que es va escollir per caracteritzar l'estratigrafia de les capes superiors que s'han vist afectades per activitat agrícola recent i d'època romana. La Mina es troba a 180 m de la Cala 1 i en el marge oposat. L'any 2008 es van testar els sediments de la seqüència i es va demostrar que les unitats geològiques II i III eren les més fossilíferes. En anys posteriors es va ampliar la superfície d'excavació a 18 m2 i, des del 2016 s'han intervingut 300 m². Al Forn, davant mateix i en el marge oposat de la Cala 1, es va excavar una superfície de 25 m2 i es va donar per exhaurit l'any 2015 [12].
Els 9 m de grossor de la successió sedimentària conté 6 unitats litoestratigràfiques amb les següents característiques [12]:
- - Unitat I: reposa sobre una superfície de discordança formada d'argiles neògenes (miopliocéniques), amb un gruix d'1,5 m formada per llits de grava grossa estratificats i suportats per clastes.
  - Unitat II: té 2 m de gruix i conté llits d'arenes i llits de grava estratificats. Aquesta és la principal unitat fossilífera i d'on procedeixen la major part de les restes arqueològiques i paleontològiques recuperades.
  - Unitat III: fangs massius verds amb motejats vermells amb un gruix de 2 m.
  - Unitat IV i V: fangs massius d'entre 2 i 5 m d'espessor que mostren acumulacions impregnatives i rizosfèriques de carbonat càlcic.
  - Unitat VI: formada per llits gravats i llits d'arena argilosa estratificats de color bru, amb un gruix total de 2 m. La superfície d'aquesta unitat és com la superfície dels ventalls al·luvials del Camp de Tarragona datats en el Plistocè mig i superior

### Cronologia
L'estudi paleomagnètic dels sediments del Barranc de la Boella es va realitzar al Laboratori de Paleomagnetisme de la Universitat de Burgos (Espanya). Diverses mostres paleomagnètiques van presentar intensitats naturals de magnetització remanent (NRM) molt baixes o desmagnetitzacions inestables, cosa que va fer impossible aïllar-ne el component paleomagnètic. No obstant això, 42 de les 108 mostres obtingudes van oferir un NRM estable durant la desmagnetització.
Els resultats de les dades paleomagnètiques van indicar que les unitats estratigràfiques superiors (IV a VI) mostren una polaritat normal, mentre que les unitats inferiors (I a III) presenten polaritat inversa. La unitat de gra fi III està ben representada a les seccions EF i LM i conté un bon registre paleomagnètic, amb mostres que indiquen només polaritat inversa. Tanmateix, la polaritat inversa a la unitat III no està ben representada a la localitat Cala 1, ja que n'està absent a causa d'un hiatus d'erosió traduït en un buit estratigràfic. El Perfil 1 (P1) mostra una clara successió constant de dues mostres amb polaritat inversa i sis mostres de polaritat normal dins d'un llit fangós situat a la base de la unitat IV. Els resultats paleomagnètics indiquen, doncs, que una transició de polaritat està situada a la base de la unitat IV al perfil P1, oferint una datació relativa per a les unitats inferiors superior a 790 ka AP. La bioestratigrafia dels micromamífers també indica un interval temporal establert entre el Plistocè inferior final i el Plistocè mig inicial.
Per tal d'obtenir datacions radiomètriques, es van prendre mostres de núclids cosmogènics de les unitats I i II d'EF i la unitat II de LM. S'ha de tenir en compte que les mesures dels núclids cosmogènics són mínimes, ja que suposen un blindatge total de la mostra contra els raigs còsmics. Tanmateix, a una profunditat de 9 m, la postproducció mitjançant partícules energètiques pot produir núclids cosmogènics després del moment de l'enterrament. En aquest cas, les concentracions de núclids mesurades són la suma dels núclids heretats en el moment de la deposició, corregits per la desintegració radioactiva. La mitjana dels resultats radiomètrics a la meitat superior de la unitat I d'EF va ser de 2.0060,19 Ma. Per a la unitat II en aquesta zona es va obtenir un de 0,2460,03 Ma. Aquesta datació, tanmateix, és clarament inexacta, atès que es disposa d'altres proves biocronològiques i paleomagnètiques per a la unitat II que indiquen una antiguitat mínima.
La mesura del conjunt d'horitzons cronoestratigràfics entre les unitats I i II prop de la localitat de LM va produir una data mínima de baixa precisió de 2.0560,66 Ma (LM-2-R). Les dates radiomètriques mesurades a les mostres de la unitat II cobreixen l'interval de temps entre 0,8760,08 Ma (LM-1-R) i 1.0760,07 Ma. Les dates proporcionades per cinc mostres de la unitat II donen suport a la correlació litoestratigràfica entre les localitats de LM i EF i indiquen una data mínima mitjana radiomètrica de 1.0060.068 Ma [12].

## Indústria lítica
El Barranc de la Boella és un jaciment ric en restes d'indústria lítica del Plistocè inferior final amb evidències d'una tecnologia Acheuliana primerenca. En les localitats de la Cala 1 i d'El Forn varen aparèixer elements característics d'aquest tipus de tecnologia. Es tracta d'eines de gran format fabricades sobre esquist i que representen morfologies estandarditzades com són un pic i un fenedor, acompanyats d'altres restes principalment en sílex, entre les quals destaquen les ascles petites i mitjanes, algunes de les quals retocades (denticulats). Els elements de gran format de la Cala 1 i el Forn representen les evidències més antigues de l'Acheulià a Europa [5, 12].
En les excavacions de Barranc de la Boella la majoria d'aquestes peces estan elaborades amb sílex, encara que l'esquist, el quars, el granit i la quarsita també es van usar. Totes les matèries primeres estan disponibles localment [12].

### La Mina

Eina talladora. La Mina. Andreu Ollé

La localitat de La Mina és la més rica quant a freqüència d'indústria lítica. A les Unitats IV i V es van obtenir tres eines de pedra i a la Unitat VI 13 artefactes. Aquest conjunt està compost per 10 ascles, una ascla de talla Levallois, un denticulat i un nucli centrípet [5].
La Unitat II està encara en excavació, tot i que actualment ja se n'han recuperat més d'un centenar de restes d'indústria lítica. S'han identificat en aquest conjunt percussors de gres i granit junt amb diversos còdols fracturats de diferents tipus de roca. Aquesta fracturació es pot relacionar amb activitats de percussió. Entre els còdols tallats es troben representats tres talladors d'esquist i dos cantells tallats, un de quarsita i un de pòrfir. Les restes de sílex estan representades per ascles i ascles retocades entre les quals trobem diversos denticulats [5].

### El Forn
En el nivell 1 es van recuperar: dos percussors d'esquist, un còdol d'esquist amb estigmes de percussió, un nucli de sílex, dues ascles i un ascla fragmentada, totes en sílex [5].
Als nivells 2 i 3 d'El Forn es van localitzar percussors amb estigmes de percussió, de quarsita, esquist i quars. El conjunt també inclou nou fragments de còdols identificats com a material de percussió i altres dos còdols que es trobaven extremadament alterats. Entre els grans instruments es destaquen un fenedor d'esquist i un cantell tallat de quarsita. També s'han recuperat ascles i fragments d'ascles de sílex [5].
El conjunt lític del nivell 4 és similar al dels nivells 2 i 3, tot i que és un conjunt més petit. Conté un percussor en esquist, un nucli de sílex, tres ascles i un fragment d'ascla i un fragment de sílex [5].

### Cala 1
A la Unitat IV de Pit 1, s'hi han trobat còdols d'esquist i quars fragmentats que van estar identificades com a material de percussió, ascles de sílex i fragments d'ascla de quars i esquist [5].
En el nivell 2 de la unitat II, s'hi va trobar un conjunt lític molt significatiu del Barranc de Boella. Es va reiniciar l'excavació d'aquest nivell en una superfície de 300 m2 el 2016. El 2007 se'n van recuperar més d'un centenar de peces d'indústria lítica [4].

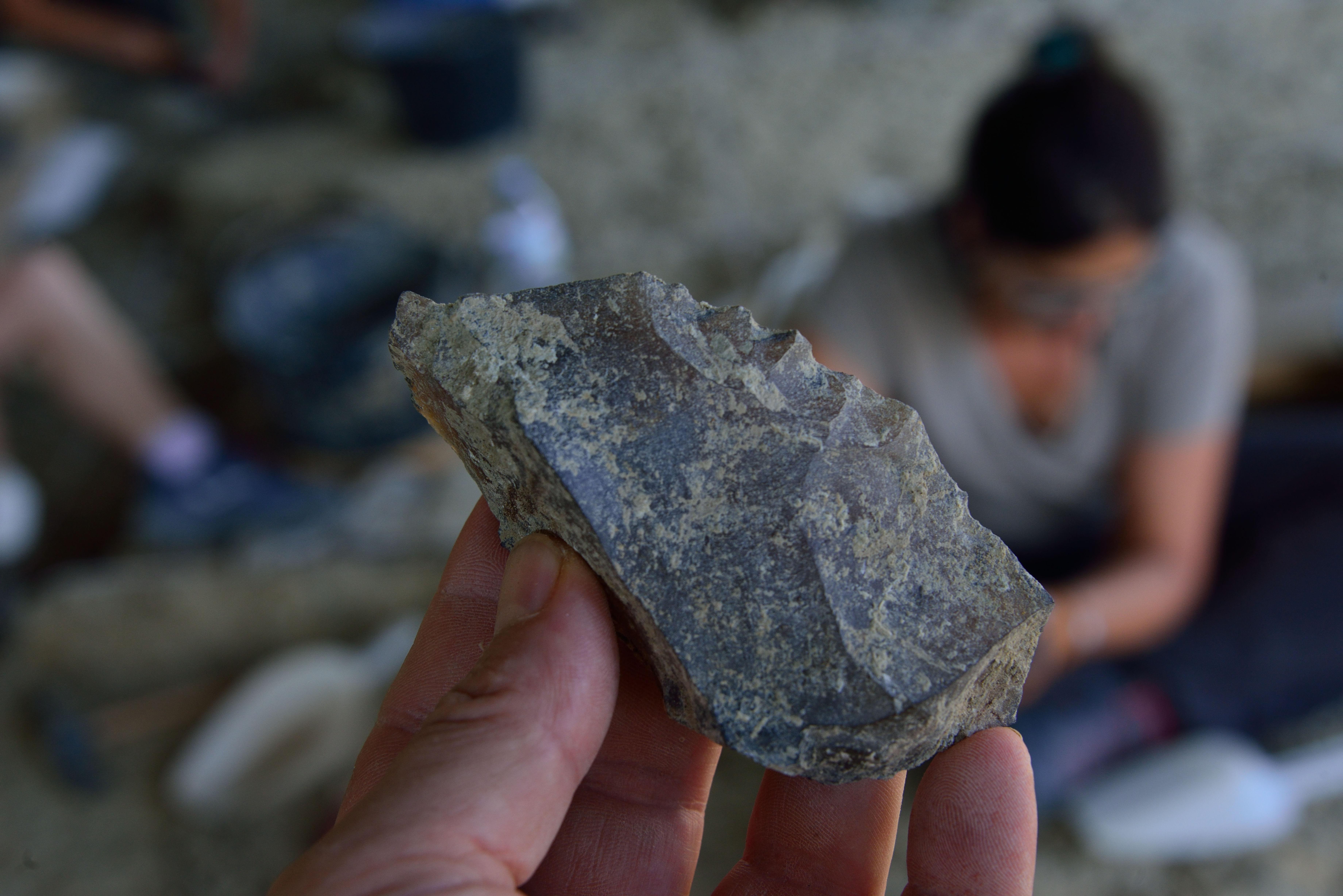
Denticulat de sílex. Cala 1. Andreu Ollé

El conjunt d'indústria lítica del nivell 2 va registrar tres percussors, set còdols amb fractures relacionades amb activitats de percussió. Els nuclis mostren talla unipolar i ocasionalment centrípeta. A aquest conjunt cal sumar la presència d'ascles, ascles fracturades i fragments d'ascla. Les ascles denticulades estan presents en forma d'osques i denticulats. Associat a aquest conjunt, es va recuperar una eina de gran format, un pic realitzat sobre una gruixuda ascla d'esquist. Val la pena destacar la presència de remuntatges que es van identificar entre els materials localitzats al voltant de les restes de Mammuthus meridionalis. A més, els estudis de la traceologia demostren que algunes de les peces mostraven traces d'ús relacionades amb activitats de carnisseria que permeten vincular aquests elements amb el processament del mamut [4].

## Fauna
El registre faunístic és el registre més abundant del jaciment del Barranc de la Boella. Les tres localitzacions excavades han demostrat l'existència d'una àmplia varietat taxonòmica a finals del Plistocè inferior. Igual que les restes d'indústria lítica i altres materials, és a les unitats litoestratigrafiques III i II on s'ha localitzat la major part del material ossi, essent l'última que hem esmentat la més rica. Tant el jaciment de la Mina com El Forn mostren una diversitat taxonòmica més elevada que la Cala 1. En aquests dos jaciments s'han localitzat restes de Mammuthus meridionalis, Bovini sp., Hippopotamus antiquus, Equus cf. altidens, Megaloceros savini, Cervus elaphus, Dama cf. Vallonetensis, Stephanorinus hundsheimiensis, Ursus deningeri, Sus strozzi, Castor fiber i Macaca sylvanus com a taxons més comuns [12].

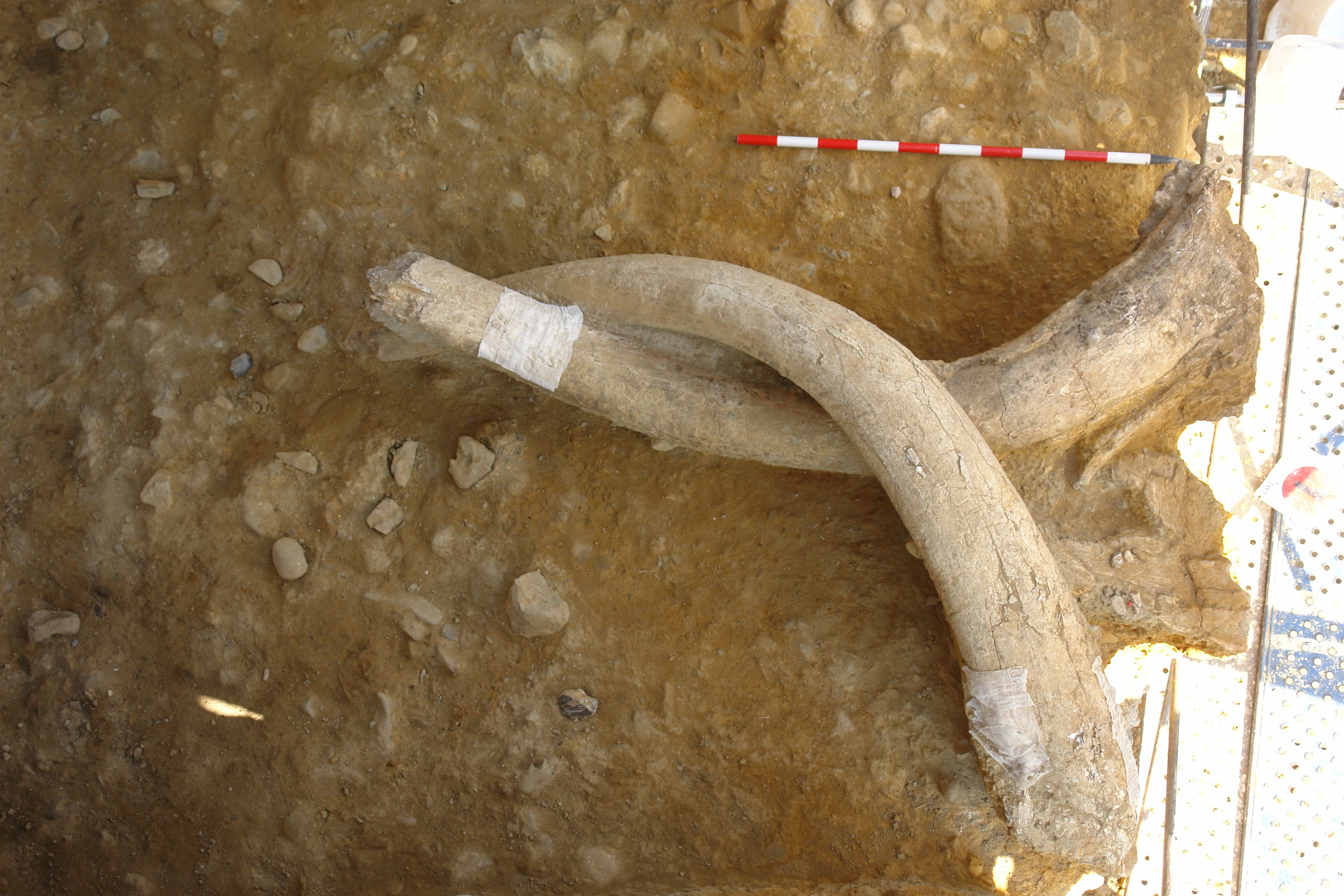
Defensa de mamut. Nivell 3. Cala 1. Palmira Saladié

En les dues cales les modificacions d'origen antròpic són pràcticament inexistents i les superfícies dels ossos estan mal conservades per processos com la lixiviació, que han modificat i alterat les possibles marques de tall que pogueren estar en la superfície dels ossos; això les ha fet indistingibles d'altres tipus de senyals com el trampling. Els senyals fets pels carnívors, tanmateix, són relativament més abundants, ja que, en ser més profundes, solen mostrar una millor preservació [7,8,9].

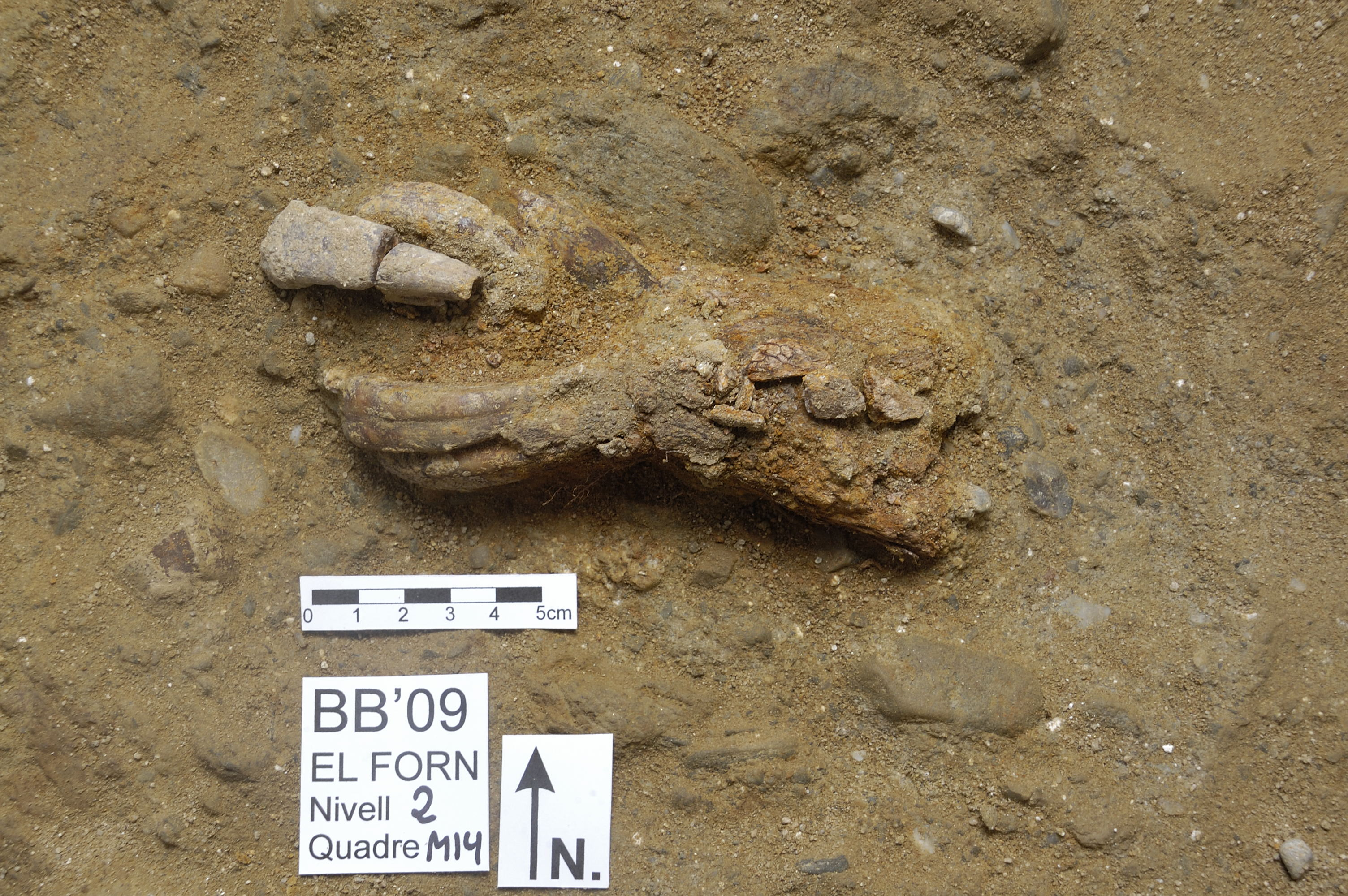
Mandíbula de cavall. El Forn. Palmira Saladié

A la Cala 1 la diversitat taxonòmica enregistrada ha estat menor. Durant les intervencions fetes  l'any 2007, a la unitat II es determinà l'existència de dos nivells que contenien elements esquelètics de Mammuthus meridionalis. En el primer d'ells, el nivell 2, es van documentar les restes d'un sol individu, el cadàver d'un mamut adult, associat a abundants restes d'indústria lítica. En aquest nivell, de mode molt esporàdic, també es recuperaren restes aïllades d'altres animals com Equus cf. altidens, Cervus elaphus i un fragment de molar de mamut infantil. En el següent nivell, el nivell 3, es localitzaren durant les excavacions del 2007 les restes cranials d'un mamut. El Barranc de la Boella fou un escenari amb presència de grups d'humans en espais oberts on es desenvoluparen tasques relacionades amb l'obtenció de recursos, entre els quals els aliments d'origen animal. Ha estat difícil interpretar el mode com va adquirir el cadàver de Mammuthus meridonalis al nivell 2 de la Cala 1. L'absència de modificacions antròpiques de carnívors ha dificultat aquestes interpretacions. Tanmateix, la distribució espacial dels ossos associats a les restes d'indústria lítica junt amb els estudis traceològics indiquen que els hominins van accedir a grans quantitats de carn [4].
El Barranc de la Boella fou un entorn ric en recursos animals, aigua, vegetals i matèries primeres per elaborar eines i es tractà d'una àrea òptima per la cerca i consecució d'aliments. A la Mina i a El Forn, la diversitat taxonòmica a voltes junt amb la fracturació dels ossos associada a l'activitat dels hominins o carnívors (indistingible en la major part d'ocasions) reflecteix l'existència d'un entorn amb una elevada i diversa presència de depredadors, entre els quals els hominins. Els estudis tafonòmics han mostrat que els grups d'hominins i carnívors foren més abundants en nivells en què la competència inferida entre els diferents gremis de depredadors també fou més gran, possiblement com a conseqüència de períodes en què l'abundància de recursos fou molt atractiva per a tots els depredadors. Aquesta evidència ha suggerit que la presència/absència d'hominins en aquest paisatge va estar relacionada probablement amb l'abundància de recursos i no pas amb el major o menor risc que pogués representar l'abundància de carnívors [9].

Mandíbula de cérvol. La Mina. Palmira Saladié

## Copròlits
Els copròlits o excrements fòssils són un material comú en els diferents nivells del Barranc de la Boella. Entre ells destaca el conjunt de copròlits localitzats en el nivell 3 de la unitat II del jaciment de La Mina, on fins al 2016 s'havien recuperat més de 200 espècimens en una capa d'entre 10 i 20 cm de gruix. Aquest nivell també contenia algunes restes òssies d'herbívors, així com eines de pedra. Els copròlits recuperats al Barranc de la Boella generalment han necessitat tractaments de conservació, ja que solen mostrar una textura inconsistent i tendeixen a desintegrar-se durant les excavacions. Per tal de mantenir-ne la morfologia se'ls va aplicar consolidants abans d'extreure'ls (Cita).
L'ús de latrines és un comportament descrit a totes les espècies de hiena existents: Crocuta crocuta, Hyaena hyaena, Hyaena brunnea i Proteles cristatus [1,2,3,6]. Una latrina s'identifica per la presència d'un nombre elevat de femtes de diferents individus en un mateix lloc.1 Es considera un marcador del territori dels diferents clans i pot arribar a tenir dimensions de 100m² [11]. Les acumulacions trobades al Barranc de la Boella poden correspondre a aquest tipus de conducta;  algunes són latrines properes a caus (no localitzats) i altres són les circumdants als llocs de matança [10]. La presència d'aquests materials indica la convivència d'hominins i hiènids en el mateix territori, on probablement compartien l'interès per la disponibilitat de recursos animals.